# Benjamin Thomas (congresista)

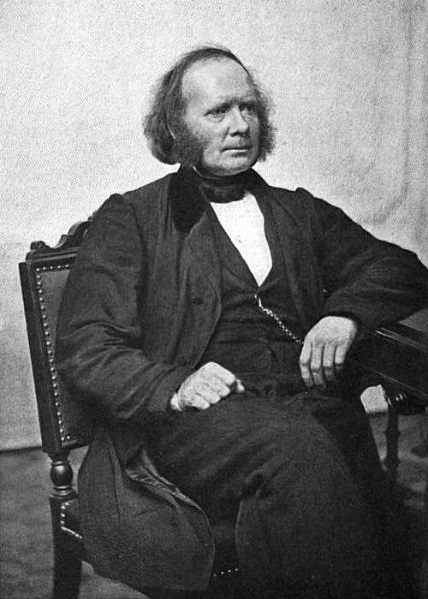
Benjamin F. Thomas, congresista de Massachusetts

Benjamin Franklin Thomas (Boston, 12 de febrero de 1813 – 27 de febrero de 1878) fue un congresista de la Cámara de Representantes de los Estados Unidos por el estado de Massachusetts y un juez asociado de la Corte Suprema Judicial de Massachusetts.

## Estudios
In 1819, Thomas se mudó con sus padres a Worcester, y estudió en la Lancaster Academy. En 1830 se graduó en leyes en la Universidad Brown de Rhode Island.

## Carrera política
A lo largo de su trayectoria, Thomas ejerció varios cargos públicos. En 1842, fue elegido a la Cámara de Representantes de Massachusetts. De 1853 a 1859 fue juez asociado de la Corte Suprema Judicial de Massachusetts. Thomas continuó ejerciendo de abogado en Boston. In 1861 fue elegido representante en el XXXVII Congreso para llenar la vacante por dimisión de Charles Francis Adams, puesto que ocupó del 11 de junio de 1861 al 3 de marzo de 1863.